# Unicodeblock Hangeul-Silbenzeichen
Der Unicodeblock Hangeul-Silbenzeichen (engl. Hangul Syllables, U+AC00 bis U+D7AF) enthält alle Silbenzeichen der Hangeul genannten koreanischen Schrift. In Südkorea werden außer Hangeul seltener auch noch Hanja genannte chinesische Zeichen verwendet.
Im Gegensatz zu ‚echten‘ Silbenschriften wie den japanischen Kana lassen sich die koreanischen Zeichen weiter in Einzelzeichen – genannt Jamo – zerlegen, die jeweils einzelne Laute bezeichnen, also letztlich Buchstaben sind. Heute werden im Koreanischen noch 51 Jamo verwendet. Allerdings werden diese Buchstaben nicht linear hintereinander geschrieben, sondern die Buchstaben einer Silbe werden nach relativ komplexen Regeln so geschrieben, dass jede Silbe ein Quadrat bildet und somit chinesischen Zeichen ähnelt. Da durch die Menge der in diesem Block befindlichen fertigen Silbenzeichen eine recht große Schriftart für das Koreanische benötigt wird, gibt es alternativ im Unicodeblock Hangeul-Jamo auch die Einzelbuchstaben. Bei deren Verwendung muss der Computer allerdings über einen Algorithmus verfügen, der die einzelnen Zeichen richtig zum Silbenquadrat zusammensetzt.

## Tabellen
Alle Zeichen haben die allgemeine Kategorie "anderer Buchstabe (inkl. Silben und Ideogrammen)" und die Bidirektionale Klasse "links nach rechts". Sie sind nach einem einheitlichen System benannt:
| Offizielle Bezeichnung | HANGUL SYLLABLE ????       |
| Bedeutung              | Hangeul-Silbenzeichen ???? |

Hierbei steht ???? für eine bestimmte Buchstabenfolge. Die Zeichen und die entsprechenden Buchstabenfolgen befinden sich aufgeteilt unter:
- Unicodeblock Hangeul-Silbenzeichen/AC00 bis BFFF
- Unicodeblock Hangeul-Silbenzeichen/C000 bis D7AF